# Ústrašice
Ústrašice település Csehországban, a Tábori járásban. Ústrašice Skalice, Želeč, Zhoř u Tábora, Malšice és Planá nad Lužnicí településekkel határos. Lakosainak száma 409 fő (2024. január 1.).

## Népesség
A település lakosságának változását az alábbi diagram mutatja:
| Lakosok száma | 297  | 297  | 253  | 196  | 207  | 199  | 372  | 390  | 386  | 409  |
|               | 1869 | 1890 | 1921 | 1950 | 1980 | 2001 | 2017 | 2019 | 2022 | 2024 |